# Járművezetéstől eltiltás
A járművezetéstől eltiltás egy büntetési nem a magyar büntetőjogban. Célja az újabb közlekedési bűncselekmény megelőzése, valamint bármilyen, a közlekedésre veszélyes magatartás meggátolása. Korábban a foglalkozástól eltiltás része volt, majd 1971-ben önállósult. Ennek indoka a közlekedés forgalmának ugrásszerű megnövekedése, a közlekedési balesetek számának növekedése volt.

## Fogalma
58. §. (1) A járművezetéstől el lehet tiltani azt, aki az engedélyhez kötött járművezetés szabályainak megszegésével követi el a bűncselekményt vagy bűncselekmények elkövetéséhez járművet használ.

(2) A járművezetéstől eltiltás meghatározott fajtájú járműre is vonatkozhat.
A Legfelsőbb Bíróság BKv. 38. sz. állásfoglalása alapján minden olyan közlekedési szabály ide értendő, amely a járművet vezető részére e tevékenységével kapcsolatban kötelezettséget vagy tilalmat ír elő. Így helye lehet a segítségnyújtás elmulasztása vagy a cserbenhagyás megállapítása esetén is. Járművezetéstől eltiltható a járművezetést tiltott módon átengedő személy is.
Aki bűncselekmények elkövetéséhez járművet használ, szintén eltiltható. Nem állapítható meg a használat, ha a jármű csak tárgya a bűncselekmény elkövetésének, például jármű önkényes elvétele esetében.
59. §. (1) A járművezetéstől eltiltás végleges hatályú vagy határozott ideig tart. Végleges hatállyal az tiltható el, aki a járművezetésre alkalmatlan. A határozott ideig tartó eltiltás legrövidebb tartama egy hónap, leghosszabb tartama tíz év.

(2) A foglalkozástól eltiltás tartamának számítására, valamint a foglalkozáshoz szükséges jártasság igazolására és a végleges eltiltás alóli mentesítésre vonatkozó rendelkezést a járművezetéstől eltiltás esetén megfelelően alkalmazni kell.

(3) A járművezetéstől eltiltás tartamába be kell számítani azt az időt, amelynek tartamára az elkövető vezetői engedélyét - a járművezetésre eltiltásra ítélését megelőzően - a bűncselekménnyel összefüggésben visszavontak.